# Филиппова, Ирина Николаевна
Ирина Николаевна Филиппова (5 июня 1957, Оренбург) — советский и российский балетмейстер, хореограф, преподаватель.  Заслуженный деятель искусств Российской Федерации (2020). Почётный деятель искусств города Москвы (2011). Балетмейстер-постановщик, с 1984—2000 приняла участие в создании более 50-ти спектаклей. В 1990—1999 гг. в качестве балетмейстера поставила свыше 20 номеров в Центре циркового искусства (Москва).

Преподаватель высшей школы — профессор ГИТИС (кафедра эстрадного искусства), театральный институт имени Щукина.

Действительный член Гильдии режиссёров и педагогов по пластике.

В 1994 году удостоена Республиканской премии имени Салавата Юлаева (вместе с Флоридом Буляковым, Гульдар Ильясовой):
«за постановку и яркое художественное решение спектакля „Забытая молитва“ в Театральном объединении города Стерлитамака».

## Постановки в драматическом театре[4]

### Москва
- 2014 — «Грамматика любви» Т. И. им. Б. Щукина реж. А. Дубровская
- 2014 — «Ночь ошибок» Т. И. им. Б. Щукина реж. Любимцев
- 2014 — «Москва-Петушки» театр Ленком реж . С. Дьячковский
- 2013 — «Красная шапочка» МТР реж. А. Щукин 2013 «Чехов» Т. И. им. Б. Щукина реж. А. Дубровская
- 2013 — «Поздняя любовь» Т. И. им Б. Щукина реж. И. Пахомова
- 2013 — «комедия ошибок» театр Et Cetera реж. Р. Стуруа
- 2013 — «Звездный мальчик» театр Et Cetera реж. Р. Стуруа
- 2012 — «Двое на качелях» Современный театр антрепризы реж. Кирющенко
- 2012 — « Ничего себе местечко для кормления собак» театр Et Cetera реж. Стуруа
- 2012 — «Тиль» Т. И. им. Б. Щукина реж. Дубровская
- 2012 — «Ложь во спасение» театр Ленком реж. Панфилов
- 2012 — «Одесса 913» театр Ермоловой реж. Овчинников
- 2011 — «Давай махнемся» театр Ермоловой реж. Борисов
- 2011 — «Севильский цирюльник» театр Российской Армии реж. Бадулин
- 2011 — «Аквитанская львица» театр Ленком реж. Панфилов
- 2010 — «Вечер Хореографической миниатюры» ТИ им Щукина реж. Филиппова
- 2010 — «После Магритта» театр «Человек» реж. Левицкий
- 2010 — «Два водевиля» ТИ им. Щукина реж. Любимцев
- 2009 — «Слон» ТИ им. Щукина реж. Борисов
- 2009 — «Дама-Невидимка» Кальдерон ТИ Им. Щукина реж. Борисов
- 2009 — « Ночь перед Рождеством» Н. В. Гоголь, Театр им. Гоголя реж. Яшин
- 2008 — «Вестсайдская история» РАТИ Эстрадный факультет реж. Борисов
- 2008 — «Портрет» Н. В. Гоголь Театр им. Гоголя реж. Левицкий, Яшин
- 2007 — «Путешествия Гулливера» Театр кукол им. Образцова реж. Е. Образцова
- 2007 — «Соловьиная ночь» театр Российской Армии реж. Бадулин
- 2006 — «Горе от ума» Грибоедов, ТИ им. Щукина реж. Борисов
- 2006 — «Зеленая Птичка» К. Гоцци ТИ им. Щукина реж. Шейко

- 2005 — «Венецианские близнецы» К. Гольдони
- 2005 — «Красная шапочка» музыкальная сказка Ю. Ким, Театр им. В. Маяковского
- 2005 — «Кьоджинские перепалки» К. Гольдони ТИ им. Щукина, реж. Байчер
- 2004 — «В джазе не только…» ТИ им. Щукина реж. Щукин
- 2000 — «Любовь — книга золотая» А. Толстой Театр Российской Армии, реж. Бодулин
- 1999 — «Посвящение Еве» Шмидт Театр им. Вахтангова, реж. Яшин
- 1998 — «Муж двух жен» Ф. Кони Дипломный спектакль ВТУ им. Щукина, реж. В. Иванов
- 1998 — «Жених по доверенности» Ф. Кони спектакль ВТУ им. Щукина, реж. П. Любимцев
- 1997 — «Аршин Мал Алан» Гаджиев Дипломный спектакль ВТУ им. Щукина, реж. М. Борисов
- 1997 — «Хитроумная влюбленная» Л. де Вега Театр Российской Армии, реж. Бодулин
- 1994 — «Село Степанчиково» Ф. Достоевский Театр им. Ермоловой, реж. Дубовская
- 1993 — «Николай Николаевич» Ю. Олешковский Театр на Таганке, реж. Ферштейн
- 1991 — «Кто боится Рея Бредбери» Максимов Театр «Сатирикон», реж. Шлаустас

### В Уфе
- 2015 — «Синяя мышка, дай воды» Ч. Айтматов Молодёжный театр реж. Кульбаев

- 2014 — «Урал- Батыр» театр Кукол реж. И. Альмухаметов
- 2010 — « Свадьба Фигаро» Бомарше Молодёжный театр реж. Кульбаев

- 2004 — «Тиль» Гр. Горин Молодёжный театр
- 1999 — «Граф Нулин» А. Пушкин Молодёжный театр
- 1997 — «Чайка» А. Чехов Молодёжный театр, реж. А. Надыргулов
- 1989 — «Вишневый сад» А. Чехов Русский драматический театр, реж. Рабинович
- 1989 — «Друзья» К. Абэ Русский драматический театр
- 1988 — «Король-олень» К. Гоцци Учебный театр института УГИИ, реж. Березин
- 1987 — «Ах, Невский» Н. Гоголь Русский драматический театр, реж. А. Паламишев
- 1986 — «Оркестр» Ж. Ануй и др. Русский драматический театр

## Постановки цирковых номеров
- 1996 — «Цирковое ревю», шоу Пассау, Германия.
- 1996 — «Бал на Красной площади», шоу I Всемирный Фестиваль циркового искусства, Москва.
- 1996 — «Скорпион», номер I приз на конкурсе им. Енгибарова, Москва.
  - Спецпризы на конкурсах в Будапеште и Лозанне.
- 1994 — «Каучук на шаре», номер Международный конкурс цирковых номеров, Париж, III премия.

## Преподавание
- 1992 — Высшее Государственное театральное училище им. Б. В. Щукина — педагог по джаз-танцу.
- 1983—1992 — Уфимский институт искусств, Уфа — педагог по джаз-танцу.
- 1978—1981 — Алтайский государственный институт культуры, Барнаул — педагог по искусству балетмейстера.

## Образование
- 1970—1974 — Балетная студия при Башкирском государственном театре оперы и балета, Уфа.
- 1974—1978 — Хореографическое отделение Ленинградского института культуры им. Н. К. Крупской.
- 1981—1983 — Ассистентура-стажировка балетмейстерского отделения Российской Академии Театрального Искусства (ГИТИС).